# Obelisco da Batalha do Jenipapo

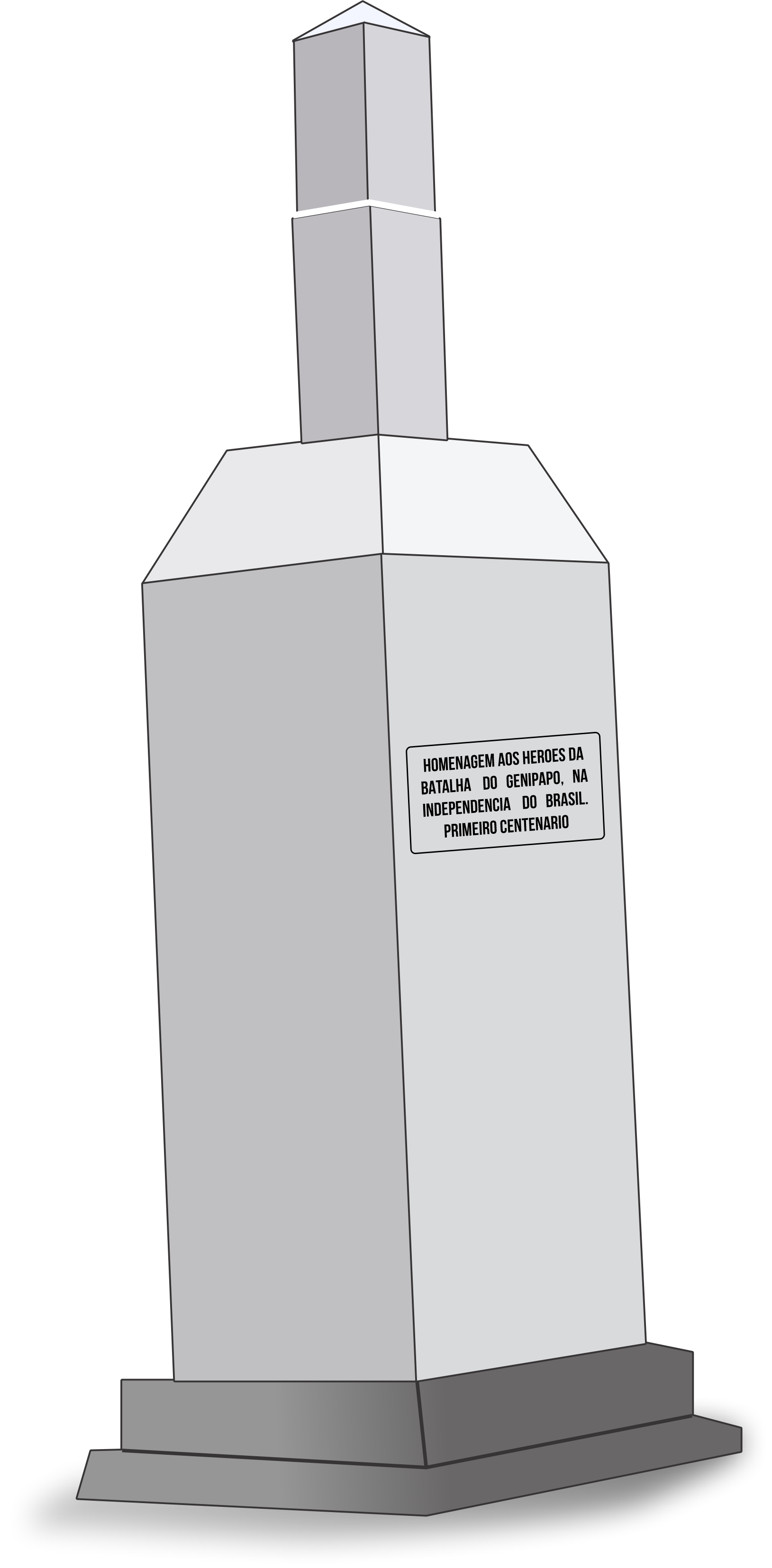
Planta do monumento.

O Obelisco da Batalha do Jenipapo é uma construção obeliscal erguida no Cemitério do Batalhão que guarda os restos mortais dos mortos na Batalha do Jenipapo, no município de Campo Maior, no Estado do Piauí. 

## História
A construção do obelisco foi aprovada pelo Conselho Municipal de Campo Maior no dia 23 de agosto de 1922, como memória aos mortos na batalha do Jenipapo em 1822 e para integrar as comemorações do primeiro centenário da independência do Brasil.

Eis a ata que decreta a construção:
"Ata da sessão extraordinária do Conselho municipal de Campo Maior, em 23 de agosto de 1922, convocada pelo senhor presidente do mesmo conselho, Vicente Pacheco, a pedido do conselheiro Miguel Furtado da Silva. Aos vinte e três do mês de agosto, do ano mil novecentos e vinte e dois, compareceram no Paço do Conselho Municipal desta cidade de Campo Maior, do estado do Piauí, os Exmos. Srs. Conselheiros: Vicente Pacheco, Presidente; Antônio Maria Eulálio Filho, Miguel Furtado da Silva e Antônio Jose de Oliveira: havendo numero legal, declarou o mesmo Senhor Presidente aberta a sessão. Em seguida, declarou o Sr. Presidente, que a referida sessão tinha por fim tratar de assunto importante concernente à comemoração do centenário da Independência do Brasil, pelo que, pedindo a palavra o Sr. Miguel Furtado da Silva, apresentou o seguinte projeto:
O Conselho Municipal de Campo Maior decreta:
Art. 1°. É concedida a quantia de 500$000 (quinhentos mil Réis) para auxílio à construção de um obelisco, no lugar Batalhão, neste município em homenagem aos heróis do Genipapo, na guerra do Fidié.
Art. 2°. Fica aberto o crédito necessário para ocorrer às despesas com a execução desta lei.
Art. 3°. Revogam-se as disposições em contrário.
O Sr. Presidente submeteu à votação e aprovação do Conselho que vai remetida ao Sr. Vice-Intendente em exercício, para os fins de direito. E nada mais havendo a tratar-se, o Exmo. Sr. Presidente encerrou os trabalhos desta sessão extraordinária, do que, para constar, eu, José Lopes Castelo Branco, secretário lavrei a presente ata, que depois de lida e aprovada, vai assinada por os Srs. Conselheiros presentes.
Assinam: Vicente Pacheco, presidente; Eulálio Filho; Antônio José de Oliveira" (MATTOS, 1949. p. 17/18).

## Inauguração
O livro de Mattos ainda descreve a ata do conselho Municipal que registra as solenidades de inauguração do obelisco no dia 7 de setembro de 1922. O documento do conselho municipal fala que quatro mil pessoas se deslocaram para assistir a solenidade de inauguração da peça arquitetônica.

## Inscrições

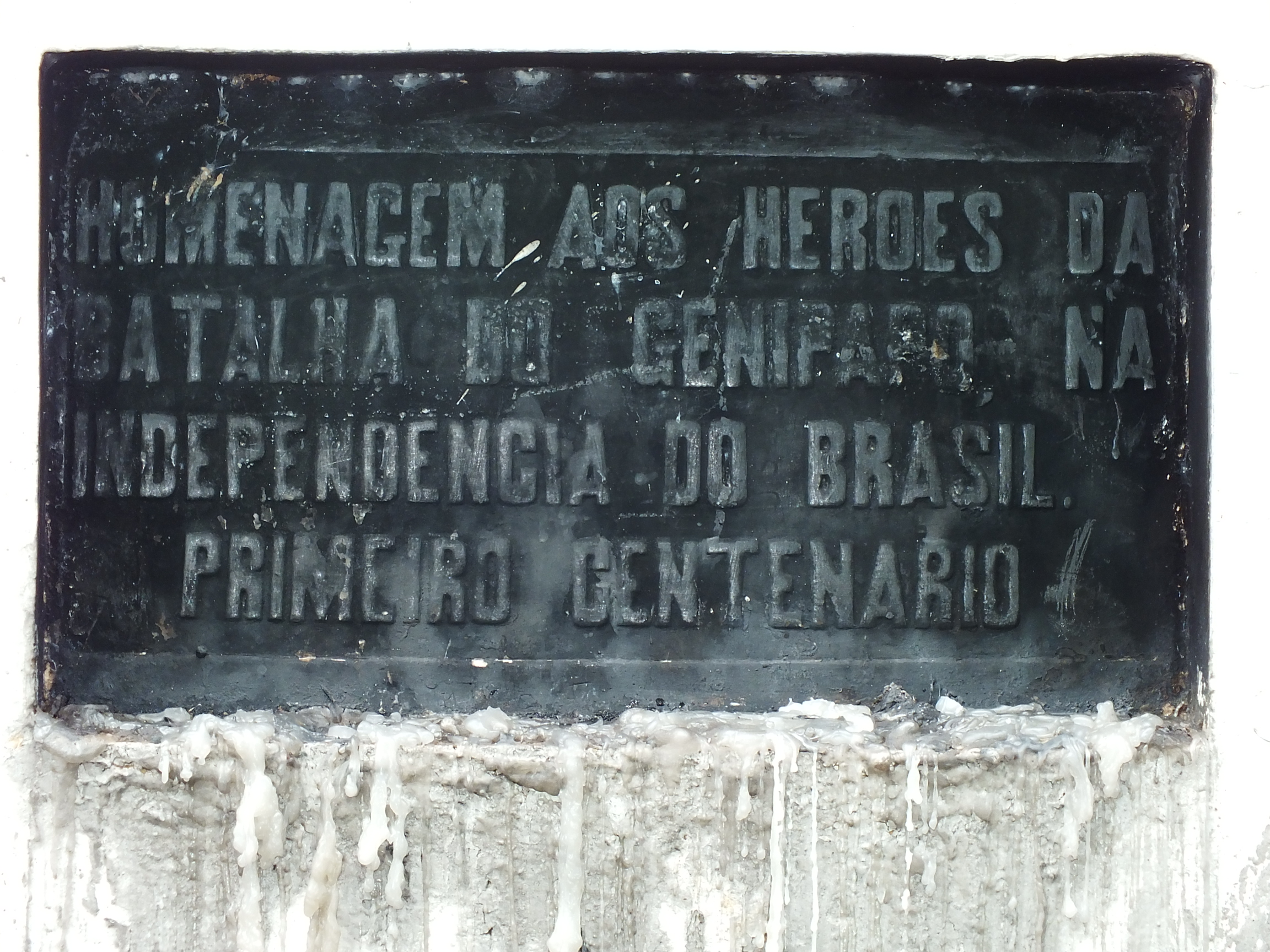
Inscrição da Placa comemorativa ao centenário da Independência do Brasil no local onde ocorreu a Batalha do Jenipapo

No corpo do obelisco existe uma placa em metal indicando a época da construção e a homenagem ao centenário da Independência do Brasil.

## Tombamento
O Obelisco e o Cemitério do Batalhão foram tombados pelo Instituto do Patrimônio Histórico  e Artístico Nacional em 30 de novembro de 1938 com base na Lei brasileira de preservação do patrimônio histórico e cultural, e o registro do tombo sob processo nº 185-T, livro histórico , folha 20 e inscrição nº 232 no Livro de Belas-Artes na folha numero 40.
O local foi declarado como Monumento Nacional pelo decreto presidencial nº 99.058, de 7 de março de 1990.